# 안창림
안창림(安昌林, 1994년 3월 2일~)은 대한민국의 전 유도 선수다. 2015년 11월 수원시청에 입단하고 2016년 용인대학교를 졸업하였다.
2016년 7월, 73kg 이하급 세계 랭킹 1위의 선수였다.
재일교포 3세로, 2014년 11월 대한민국에 온 지 9달만에 국가대표 1진에 선발된 후 줄곧 국가대표 신분을 유지하고 있다.
2016년 국가대표 최종선발전에서 우승하며 2016년 하계 올림픽에 출전, 일본의 오노 쇼헤이와 함께 유력한 금메달 후보로 꼽혔다.
32강전 시리아의 모하메드 카셈에게 절반에 이은 한판승을 거두며 16강전에 진출했다. 그러나 16강전 벨기에의 디르크 판 티첼트(랭킹 18위)에게 절반패를 당하며 탈락했다. 경기 시작 47초만에 먼저 지도를 따냈지만 경기 종료 2분 14초를 남기고 절반을 내주며 끝내 만회하지 못했다. 판 티첼트와의 역대 전적에서 2승을 거뒀지만 올림픽에서 패했다.

## 학력
- 2016년 2월 용인대학교

## 수상내역
- 2020 도쿄 올림픽 유도 남자 -73kg급 동메달
- 2018 아제르바이잔 세계유도선수권 혼성단체전 동메달
- 2018 아제르바이잔 세계유도선수권 남자 -73kg급 금메달
- 2018 제18회 자카르타-팔렘방 아시안게임 유도 혼성단체전 동메달
- 2018 제18회 자카르타-팔렘방 아시안게임 유도 남자 -73kg급 은메달
- 2016 뒤셀도르프 그랑프리 남자 -73kg급 동메달
- 2016 파리 그랜드슬램 남자 -73kg급 금메달

- 2015 도쿄 그랜드슬램 남자 -73kg급 은메달
- 2015 제주 그랑프리 남자 -73kg급 금메달
- 2015 아부다비 그랜드슬램 남자 -73kg급 금메달
- 2015 제96회 전국체육대회 남자 대학부 -73kg급 1위
- 2015 카자흐스탄 세계유도선수권 남자 -73kg급 동메달
- 2015 제28회 광주 하계유니버시아드대회 유도 남자 단체전 은메달
- 2015 제28회 광주 하계유니버시아드대회 유도 남자 -73kg급 금메달
- 2015 아시아유도선수권대회 남자 -73kg급 금메달
- 2015 유러피안 오픈 남자 -73kg급 은메달
- 2015 뒤셀도르프 그랑프리 남자 -73kg급 동메달

- 2014 도쿄 그랜드슬램 남자 -73kg급 동메달
- 2014 제주 그랑프리 국제유도대회 남자 -73kg급 금메달
- 2014 제95회 전국체육대회 남자 대학부 -73kg급 1위
- 2014 세계청소년선수권대회 남자 -73kg급 금메달

- 2013 전일본학생 유도선수권 남자 대학부 -73kg급 1위[2]
- 2011, 2012 재일동포 대표로 대한민국 전국체전 지역예선 참여(2011 경기도 고등부 2위, 2012 대구 대학부 2위)[3]

## 생애
안창림은 일본 교토 태생으로 재일교포 3세이다. 교토는 와세다대 유학생이었던 그의 할아버지가 정착한 곳이다. 유도는 초등학교 1학년 때 가라데 도장을 운영하던 아버지의 권유로 시작했다. 처음 시작은 가라데를 하는데 도움이 될 것 같아서였으나, 곧 유도에 더 재미를 붙이게 되었다. 초등학교 5학년 때 쓴 <나의 꿈>이라는 작문에 '대한민국 국가대표가 되어 올림픽에서 금메달을 따고 싶다'
중학교 때 쓴 글에는 '내가 패하면 (재일교포인) 우리 가족들이 슬퍼한다. 재능이 부족하다면 남보다 3배 더 노력할 수 밖에 없다.'는 기록을 남겼다고 한다.
고등학교를 입학할 당시만 해도 평범한 선수였으나 인근 토인대 유도부를 찾아 궂은 일을 해가며 유도를 배우는 근성으로 실력이 일취월장하였다.피나는 노력으로 유도 명문 쓰쿠바 대학에 입학, 2학년이던 2013년 전일본학생선수권 66kg 이하급 1위에 올랐다. 이에 대학 감독은 일본 귀화를 권유하며 한국행을 만류했으나, 태극마크의 꿈을 가지고 있던 안창림은 2014년 2월 한국행을 택했다. 평소 잘 알고 지내던 전 유도 국가대표 안정환이 연결고리가 되었다. 안정환의 삼촌은 1984년 LA 올림픽 금메달리스트인 안병근 용인대 교수다.
안병근 교수의 도움으로 용인대 3학년에 편입한 안창림은 불과 한 달 만에 국가대표 2차 선발전에서 3위를 차지해 이름을 알렸다. 3개월 후 열린 국가대표 최종선발전에서는 1위에 오르며 국내 유도계를 놀라게 했다. 국제대회 경험이 없어 인천 아시안게임 출전권이 주어지는 대표 1진 명단에는 속하지 못했고, 국가대표 파트너(연습상대) 자격으로 태릉선수촌에 입촌하였다. 안창림이 처음으로 출전한 국제대회는 2014 러시아 첼랴빈스크 세계 유도 선수권이다. 이 대회 2라운드에서 당시 세계랭킹 2위이던 사기 무키에게 패했지만 이 경험이 큰 도움이 되었다고 한다. 10월 미국 마이애미에서 열린 세계 청소년 선수권 대회에 출전해 태극마크를 달고 처음으로 금메달을 땄다. 부모님의 걱정을 덜어드릴 수 있어 이 대회 우승이 가장 기뻤다고 한다. 이 대회를 시작으로 출전한 국내외 대회마다 메달을 목에 걸었고 2016 파리 그랜드슬램 우승 직후인 2월, 세계랭킹 1위에 올랐다.
안창림은 원래 힘보다는 업어치기와 안뒤축걸기를 주무기로 포인트를 따내 승리하는 '경기 운영형 선수'였으나, 대한민국에 오면서 경기를 풀어내는 방식이 달라졌다.웨이트 트레이닝을 통해 체중을 늘이며 '한판승의 사나이'로 진화했다. 그는 최근 들어서 업어치기와 안뒤축걸기는 물론 빗당겨치기, 들어매치기, 조르기, 누르기 등 다양한 기술을 사용한다. 주특기인 업어치기도 외깃, 양팔, 한팔 등 다양하게 쓰면서 대부분의 시합을 한판승으로 끝내고 있다. 한국과 일본의 유도를 모두 체득해 힘과 기술을 모두 갖춘 '완전체'가 되어가고 있다는 평가를 받는다.
2020년 하계 올림픽에 참가한 후, 2021년 12월 5일에 현역 은퇴를 선언했다.